# 塔基亞
塔基亞（羅馬化：taqiyyah/taqīyah）指穆斯林出於保護自己的性命或财产，而假装信奉一种自己不相信的教派，或进行一桩自己认为不正确的工作。對教外的欺瞞為塔基亞，但對教內的惡意欺瞞則屬偽信者。
伊斯兰教不同派别对使用该原则的严格程度相差很大。什葉派認為信徒在面臨威脅和迫害時可以隱瞞自己的信仰。大多数什叶派信徒主张即使受到小小的威胁，或者为了达成小小的愿望，便不惜伪装叛教。 哈瓦利吉派认为，同宗教信仰相比，生命、名誉，财产都毫无价值，因此反对在信仰上妥协。甚至认为，一个人在家礼拜祈祷的时候，若遇小偷前来偷窃，也不能中断礼拜的仪式。遜尼派相对中庸，認為在特定情況下否認信仰「至多是可以容許，而在任何情況都不是有義務要這樣做」，主张坚定自己的信仰，如生命及财产受到威胁，就应该迁到别的地方去；若无力迁移，可以在不得已时暂时迁就，但仍应设法带着自己的宗教信仰迁到外地去。 但不论何派，塔基亚原则只能作為外界迫害下的防御性手段，不得用作进攻。亦不容許拒絕改宗伊斯蘭的齊米故意假冒穆斯林身分的行為。
伊比利亞半島的穆斯林國家在1492年被基督徒征服後，在16世紀，西班牙穆斯林被強迫改信基督教或是被驅逐出境。塔基亞使當地的穆斯林可以在表面上假裝已改信成為基督徒，而內心仍然信奉伊斯蘭教。1504年，奧蘭的一位穆夫提發出了教令，容許穆斯林廣泛使用塔基亞以保存他們的信仰。雖然伊斯蘭法沒有禁止穆斯林在生命面臨極大危險時放棄信仰，不過在可行的情況下必須儘快回復為穆斯林。又在伊斯蘭中，塔基亞與權宜之計（如伊斯蘭征服者將有經者的吉茲亞用於多神教的印度）是兩個概念，權宜之計並非皆為塔基亞，但兩者均可以容許而不算違法且皆為暫時性措施。
到1990年代，基地組織開始鼓吹它招攬的恐怖分子在策劃襲擊西方人目標期間使用塔基亞，引起反恐專家關注。21世紀興起的恐怖組織伊斯蘭國也在其刊物中指出「烈士」可以使用塔基亞掩飾自己的真正信仰，以避免被執法當局注意。

## 古兰经经文解释
“塔基亚”一词的意义衍生自《古兰经》第3章第28条中关于隐瞒信仰的内容：
信道的人，不可舍同教而以外教为盟友；谁犯此禁令，谁不得真主的保佑，除非你们对他们有所畏惧（而假意应酬）。真主使你们防备他自己，真主是最后的归宿。——馬堅译，古兰经3:28
此外，《古兰经》第16章第106条也提到了被迫隐瞒信仰的行为。
既信真主之后，又表示不信者——除非被迫宣称不信、内心却为信仰而坚定者——为不信而心情舒畅者将遭天谴，并受重大的刑罚。——馬堅译，古兰经16：106